# Avondale (Arizona)
Pour les articles homonymes, voir Avondale.

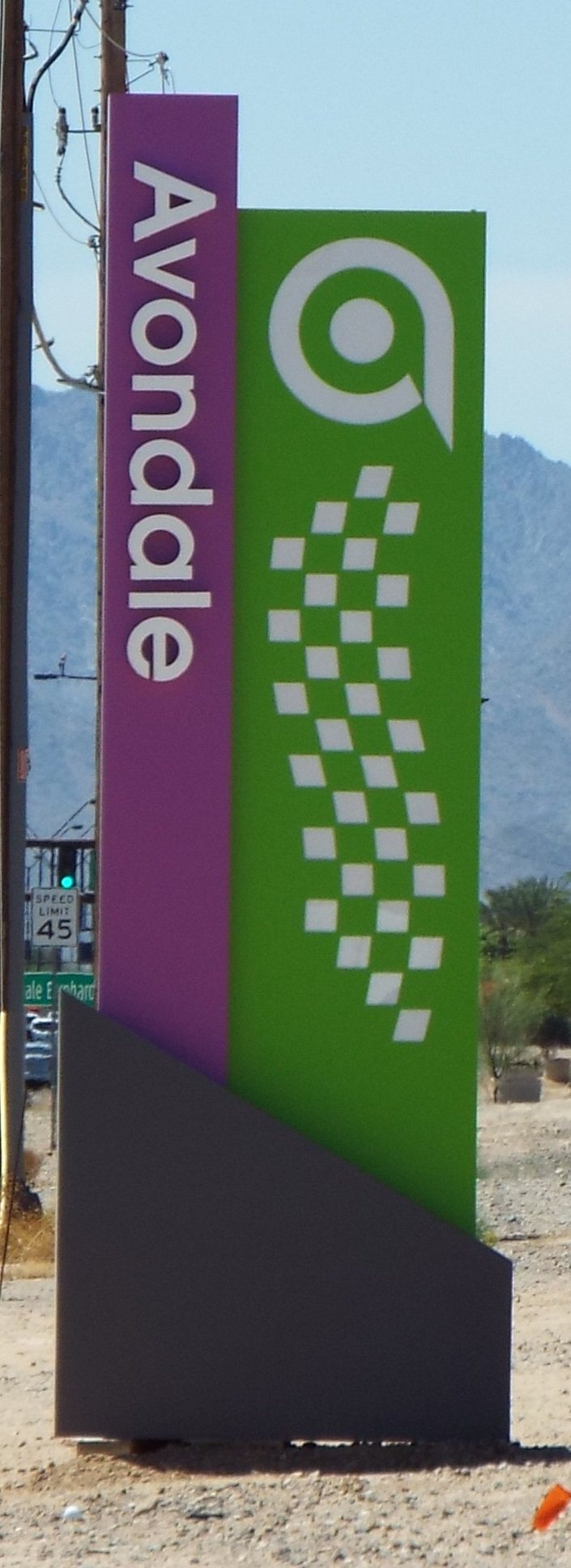
Entrée de la ville d'Avondale

Avondale est une ville dans le comté de Maricopa, en Arizona, aux États-Unis. Elle fait partie de la banlieue de Phoenix.
Le Phoenix International Raceway y est situé.

## Démographie
En 2010, la population était de 76 238 habitants pour une densité de 713 hab/km2.
| 1920 | 1930 | 1950  | 1960  | 1970  | 1980  |
| ---- | ---- | ----- | ----- | ----- | ----- |
| 517  | 177  | 2 505 | 6 151 | 6 626 | 8 168 |

| 1990   | 2000   | 2010   | - | - | - |
| ------ | ------ | ------ | - | - | - |
| 16 169 | 35 883 | 76 238 | - | - | - |